# Schloss Graben

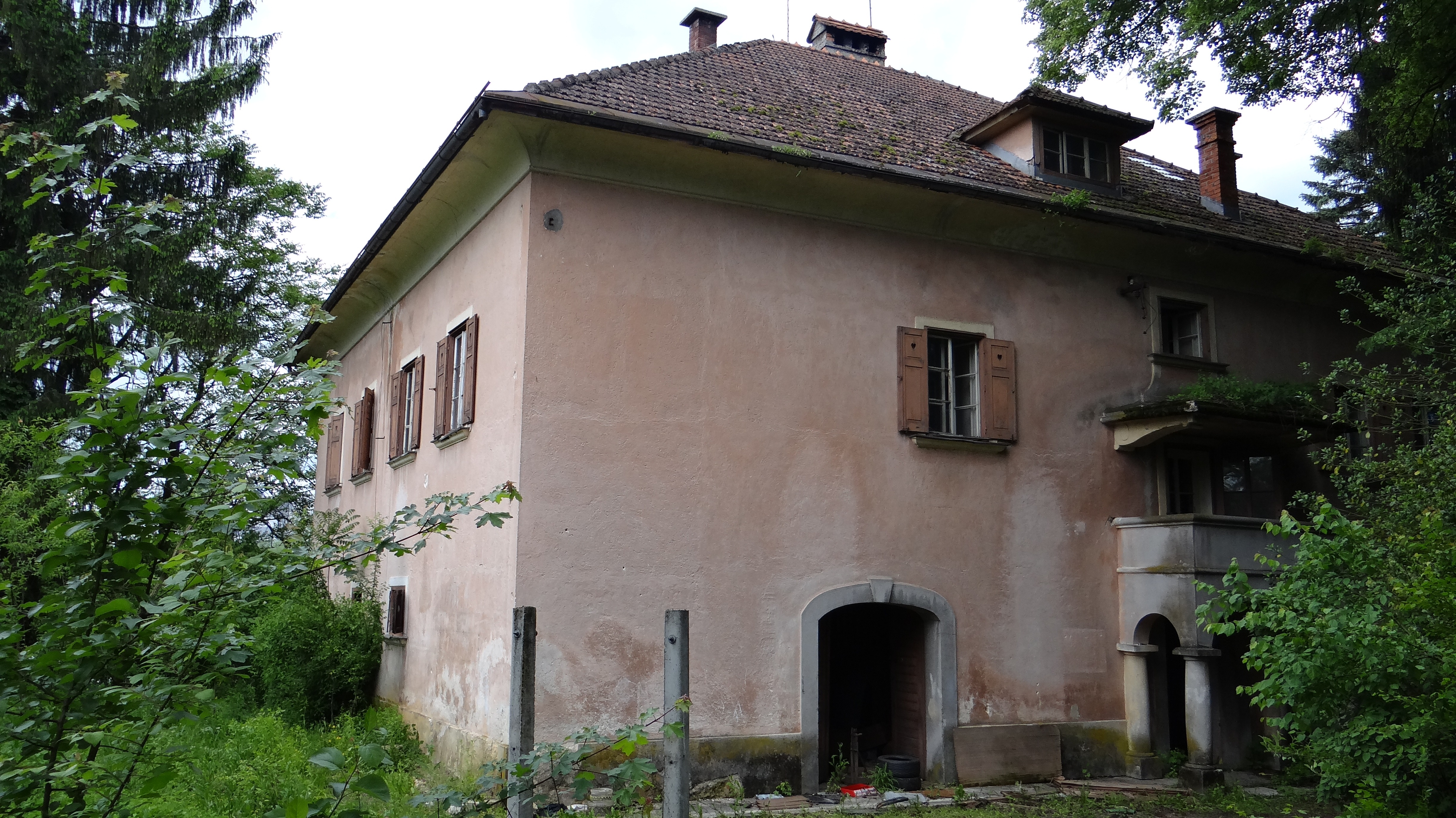
Schloss Graben, heute zweigeschossig

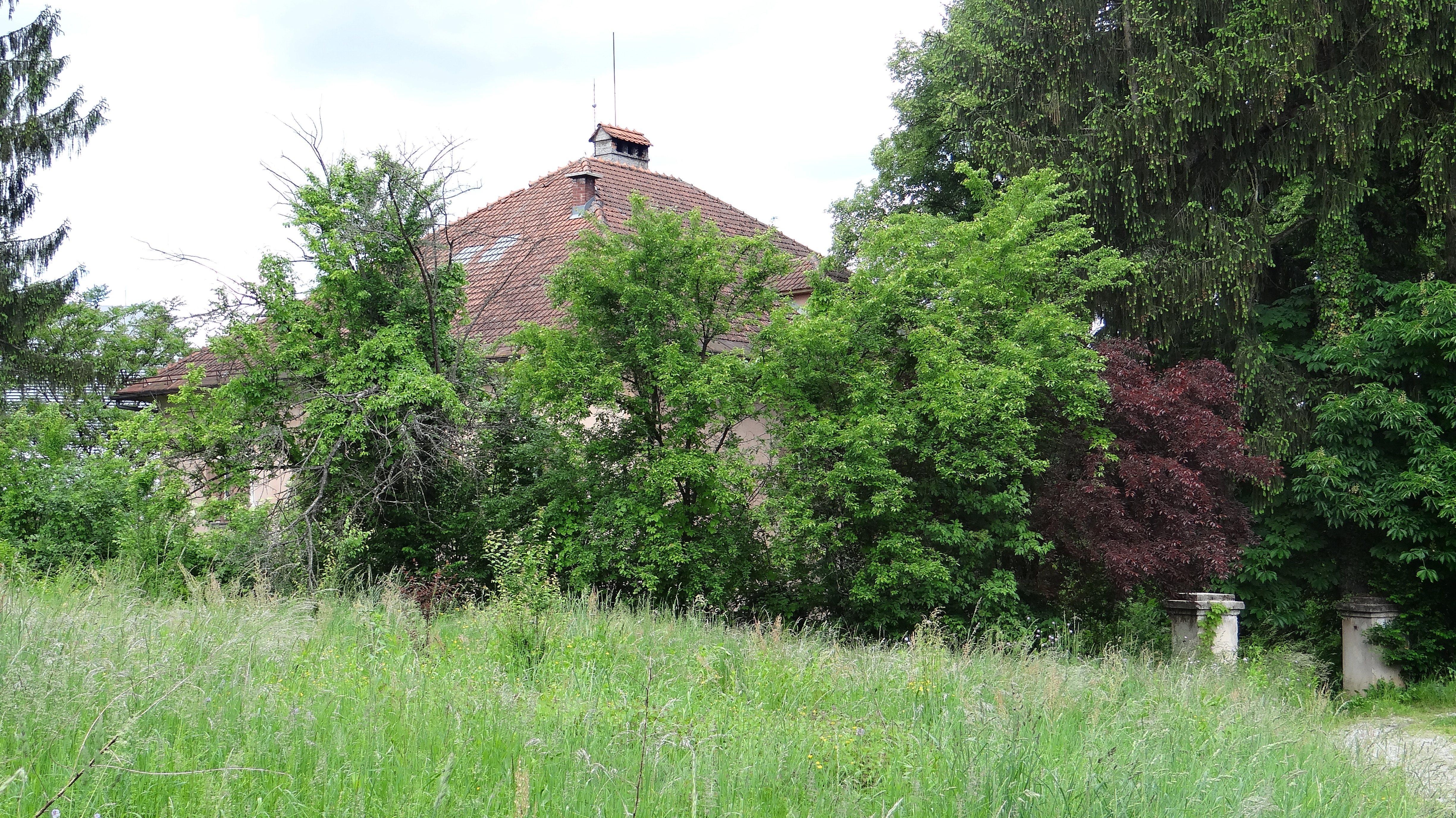
Walmdach mit kurzem First

Das Schloss Graben (slowenisch Grad Graben) war eine mittelalterliche Turmburg bzw. Festes Haus in Slowenien. Das heutige Schlossgebäude befindet sich in Unterkrain (früher Mittelkrain genannt) am rechten Ufer des Flusses Krka zwischen den Ortschaften Ragov log und Krka an der Krk, knappe zwei Kilometer flussabwärts von Novo mesto (Neustadtl). Schloss Graben war der namensgebende Stammsitz des edelfreien Geschlechts Von Graben von Stein.

## Geschichte

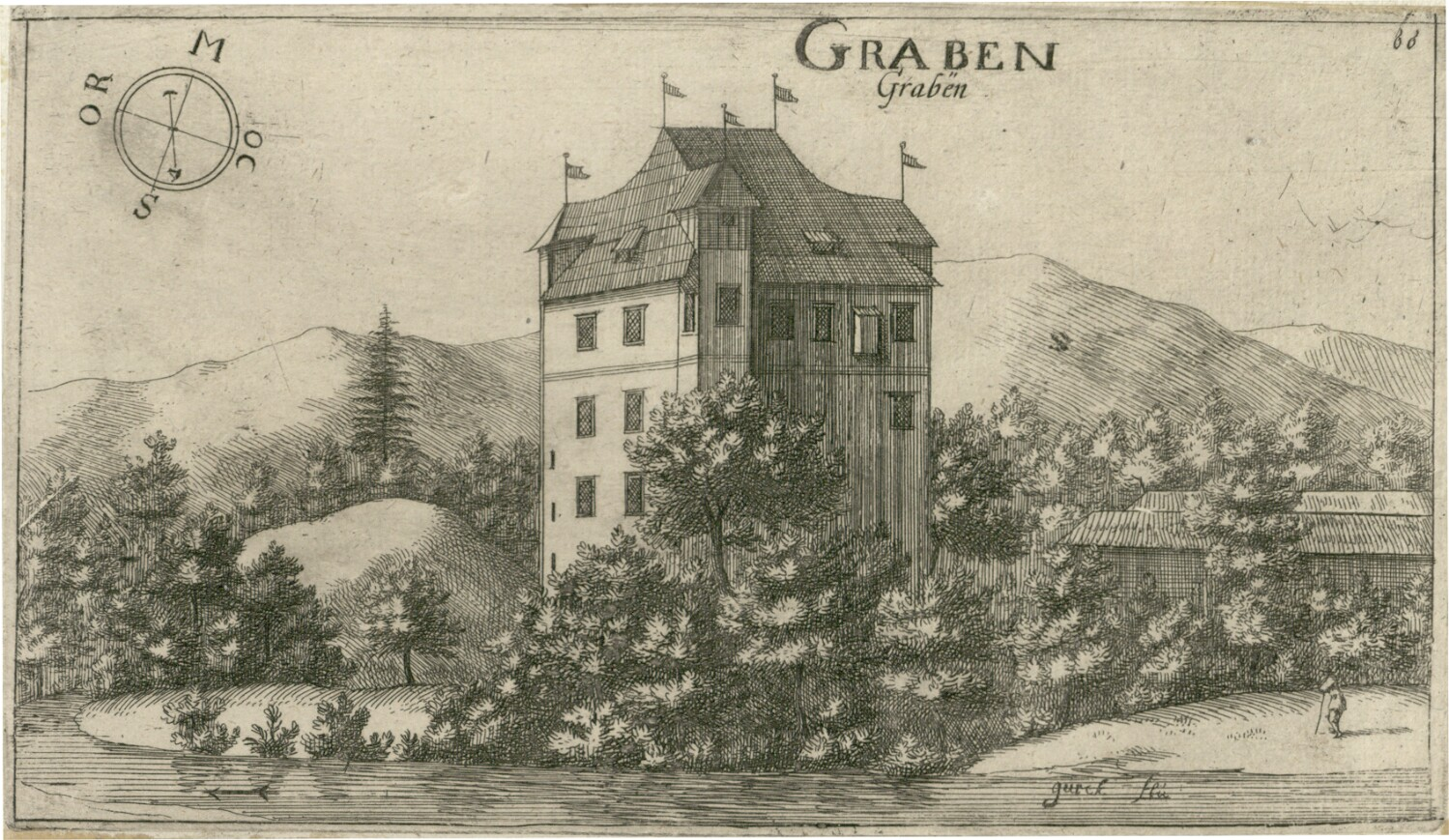
Schloss Graben 1679 als Turmburg (bestand so bis zum 19. oder 20. Jh.)

Der Historiker Johann Weichard von Valvasor nimmt in seinem Werk Die Ehre dess Hertzogthums Crain: das ist, Wahre, gründliche, und recht eigendliche Belegen- und Beschaffenheit dieses Römisch-Keyserlichen herrlichen Erblandes an, der Grund für die Bezeichnung „Graben“ sei der tiefe Burggraben gewesen, an dessen Rand ein Turm erbaut worden war. In diesen Turm gelangte man über einen hölzernen Steig und durch ein Tor, das weit über dem Erdboden lag. Als die ersten namentlich bekannten Bewohner nennt Valvasor Conrad und Grimoald vom Graben, die um das Jahr 1170 gelebt haben sollen. Graben befand sich ursprünglich in Besitz jener Krainer Stammlinie, wird aber erstmals 1330 als Besitz des Ulrich II. von Graben aus der Kornberger Linie (in der Steiermark) genannt. Als weitere Besitzer zählt Valvasor 1499 Virgil von Graben (aus der Sommeregger Linie in Kärnten und Osttirol/Lienz; Sohn des auf Kornberg geborenen Vater Andreas von Graben zu Sommeregg), und 1520 die Gebrüder Andree, Wilhelm und Wolfgang von Graben, durch welche Graben erneut in den Besitz der Kornberger Linie gekommen ist. Über den weiteren Besitzverlauf kann Valvasor weder Personen noch Daten nennen.
Seit 1510 [widersprüchlich zu den Aufzeichnungen von Valvasor] gehörten Burg und Herrschaft Graben Georg von Mordaxt. Die Herren von Mordaxt bauten den Turm nach drei Seiten aus und verstärkten ihn mit einer Ringmauer. Die Anlage blieb im Besitz dieser Familie bis zum Beginn des 18. Jahrhunderts, ehe die Grafen Gallenberg sie kauften. Im Jahr 1751 ging sie an die Barone Zois von Edelstein, deren Erben sie 1810 an Anton Smola und seine Frau Klara verkauften. Letzter Besitzer war die Familie Jalen aus Kranjska Gora. Das vormals viergeschossige  Gebäude ist nach Umbeuten heute nur noach zweigeschossig. Es hat ein Walmdach mit kurzem First und einem mit Pfeilern gestützten Balkon. Es beheimatet heute Wohnungen, die der Landbaugenossenschaft Krka gehören.

## Kulturdenkmal
Mit der Verordnung zu Natursehenswürdigkeiten und unbeweglichen historischen und Kulturdenkmälern in der Gemeinde Novo mesto, Amtsblatt der Republik Slowenien, Nr. 38/1992, wurde Schloss Graben zu einem Kulturdenkmal von lokaler Bedeutung erklärt.